# Cerro Largo FC
Asociación Civil, Social y Cultural Cerro Largo Fútbol Club, znany jako Cerro Largo Fútbol Club jest urugwajskim klubem piłkarskim z siedzibą w mieście Melo, położonym w departamencie Cerro Largo.

## Historia
Klub założony został 19 listopada 2002. Dnia 14 października 2006 w siódmej kolejce drugiej ligi (Segunda división uruguaya) Cerro Largo odniósł najwyższe zwycięstwo w historii swych drugoligowych występów, pokonując u siebie drużynę Paysandú FC 8:0.